# Elisabeth Egger
Elisabeth Egger (1991) è un'ex sciatrice alpina italiana.

## Biografia
Attiva in gare FIS dal dicembre del 2006, in Coppa Europa la Egger esordì il 16 febbraio 2007 a Sella Nevea in supergigante (42ª), ottenne il miglior piazzamento il 16 gennaio 2009 a Caspoggio in discesa libera (29ª) e prese per l'ultima volta il via il 5 febbraio 2013 a Sella Nevea in supergigante (67ª). Si ritirò al termine di quella stessa stagione 2012-2013 e la sua ultima gara fu il supergigante dei Campionati italiani 2013, disputato il 5 aprile a Passo San Pellegrino e non completato dalla Egger; in carriera non debuttò in Coppa del Mondo né prese parte a rassegne olimpiche o iridate.

## Palmarès

### Coppa Europa
- Miglior piazzamento in classifica generale: 185ª nel 2009

### Campionati italiani
- 1 medaglia:
  - 1 argento (supergigante nel 2010)